# Ишанов, Хеким Оразович
Хеким Оразович Ишанов (туркм. Hekim Orazowiç Işanow; 1942, с. Кяриз, Казанджикский район, Красноводская область - 24 октября 2017, Балканабад) — советский и туркменский государственный деятель.

## Биография
Родился в 1942 году в селе Кяриз Казанджикского района Красноводской области.
Окончил Московский институт нефтехимической и газовой промышленности им. Губкина (1964).
Трудовую деятельность начал в 1959 году рабочим конторы разведочного бурения № 1 в пос. Котурдепе г. Небит-Даг. С 1964 года — на различных рабочих, инженерно-технических и руководящих должностях в системе нефтедобывающей промышленности Туркменской ССР. С 1989 года — генеральный директор производственного объединения «Туркменнефть».
Член КПСС.
В 1989 году избран народным депутатом СССР от Небит-Дагского национально-территориального избирательного округа № 439 Туркменской ССР. Член Комитета Верховного Совета СССР по вопросам экологии и рационального использования природных ресурсов.
Министр нефти и газа Туркменистана (29 июля 1994 — 13 февраля 1995).
Заместитель Председателя Кабинета министров Туркменистана (1 ноября 1994 — 11 октября 1996).
После увольнения в 1996 году обвинен в хищении государственных средств. Часть имущества конфискована без суда. Был помещен под домашний арест.
Умер 24 октября 2017 года в городе Балканабад.

## Награды
- Орден Дружбы народов